# Meteorium illecebrinum
Meteorium illecebrinum là một loài Rêu trong họ Meteoriaceae. Loài này được (Müll. Hal.) Broth. miêu tả khoa học đầu tiên năm 1925.